# Weltgerichtstriptychon
Das Weltgerichtstriptychon oder Weltuntergangs-Triptychon (Laatste Oordeel) ist ein Gemälde von Hieronymus Bosch. Das Triptychon wird in der Akademie der bildenden Künste in Wien ausgestellt.

## Beschreibung

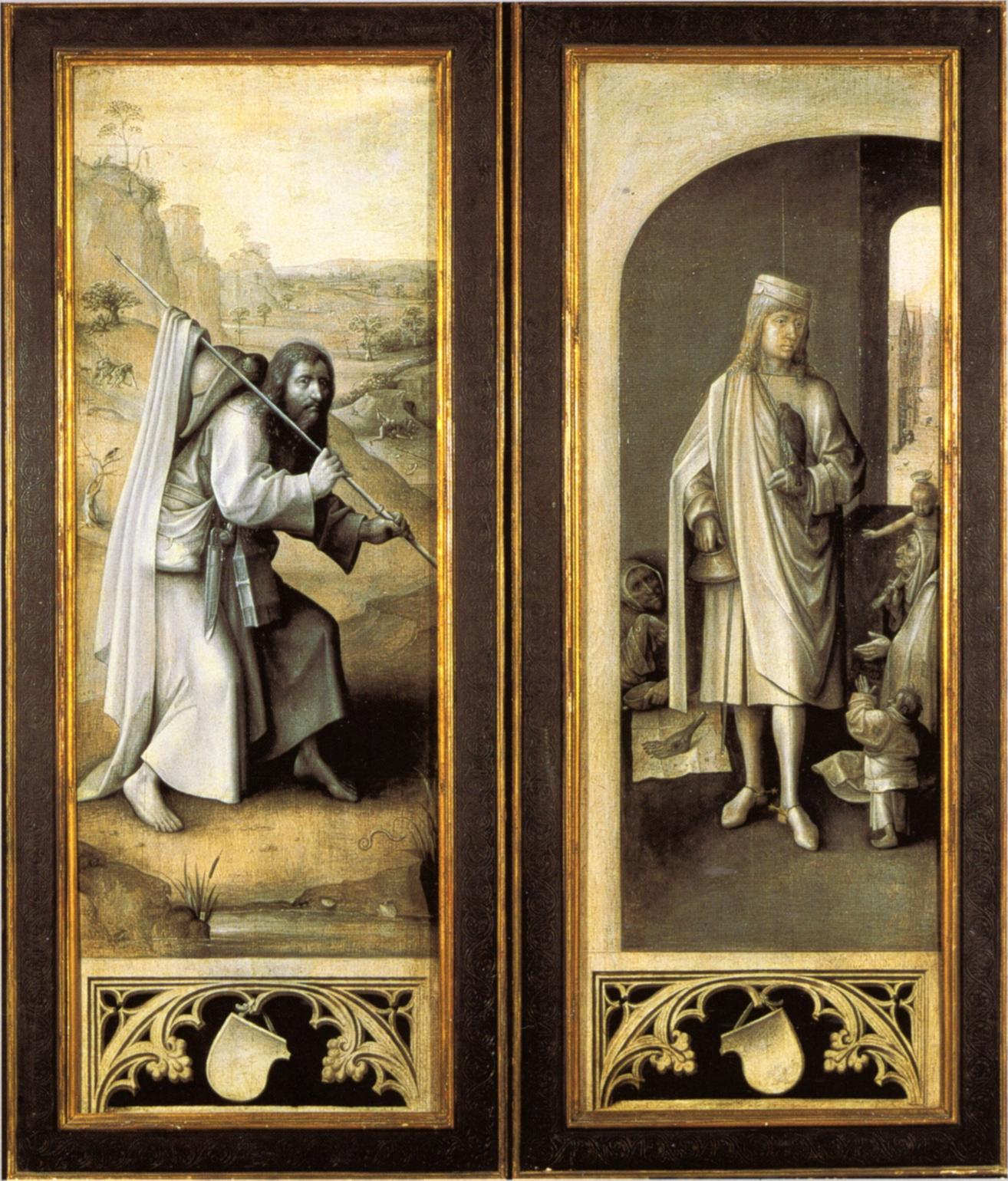
Geschlossener Altar. Die Außentafeln; links Jacobus Major, rechts St. Bavo

Maße
Mitteltafel: 163,7 × 127 cm
linke Seitentafel: 167,7 × 60 cm
rechte Seitentafel: 167 × 60 cm
Material
Öl auf Eichenpaneelen
Datierung
Das Bild ist nicht signiert und nicht eigenhändig datiert; angenommen wird eine Entstehung um 1485 bis 1505.
Zustand
Durch mehrere Restaurierungen in der Vergangenheit befindet sich das Bild in einem schlechten Erhaltungszustand.

## Inhalt
Themen des Triptychons sind das Paradies, das Weltgericht und die Hölle. Die linke Tafel beginnt mit der Erschaffung von Eva, dem Sündenfall, der Vertreibung von Adam und Eva aus dem Paradies und dem Höllensturz der gefallenen Engel. Die Mitteltafel zeigt das sündige Treiben der Menschen, darüber ein düsteres Weltuntergangs-Szenarium mit rauchenden Ruinen und ohne Sonnenlicht und schließlich Christus als Weltenrichter auf dem Regenbogen mit den Engeln der Apokalypse, den zwölf Aposteln, Maria und Johannes dem Täufer und umringt von den Engelschören. Die dritte Tafel schließlich zeigt die vom Weltenrichter Verdammten und die Schrecken der Hölle.
Die in Grisaille gemalten Außentafeln des Triptychons zeigen den Hl. Jakobus als Pilger mit Muschelhut, Pilgerstab und Bettelsack und den Hl. Bavo, einen in Flandern verehrten Heiligen, beim Verteilen von Gaben an die Armen.

## Provenienz
Die älteste urkundliche Erwähnung über das Bild stammt aus einem Inventar der Sammlung des Erzherzogs Leopold Wilhelm von Österreich von 1659, aufgeführt wird es als eigenhändiges Werk des „Hieronimo Bosz“. Ende des 18. Jahrhunderts kam es in den Besitz des Grafen Lamberg‐Sprinzenstein (1740–1822), der das Bild mit seiner gesamten Kunstsammlung testamentarisch der Akademie der Bildenden Künste in Wien stiftete.

## Kunsthistorische Einordnung
Bosch steht in der Tradition von Rogier van der Weyden und von Hans Memling. Deren Weltgerichts-Triptychen erfüllen ihre Aufgabe als Altarbild. Bei Bosch werden die meisten Menschen nicht gerettet, sondern von Teufeln gefoltert, nur wenige werden von Engeln ins himmlische Paradies getragen. Auf dem Gesamtbild des Triptychons sind die Geretteten fast nur eine Randerscheinung, während sich bei Rogier und Memling die Geretteten und die Verdammten die Waage halten.
Die phantastischen Figuren machen den Reiz der Bilder aus. Neben den Fabelwesen mit Tierkopf und Menschenkörper werden im Weltgericht auch menschliche Figuren in besonderer Weise dargestellt. In der mittleren Tafel gibt es links unten einen Mann, der nur aus Kopf und Füßen besteht und Kopftuch und bunte Fasanenfedern trägt. In der Mitte unten gibt es einen ähnlichen Kopf-Füßler, der in einem Ei steckt. Der dritte Kopf-Füßler hockt auf dem Dach links von der Menschenmühle. Die Kopf-Füßler bilden neben den dämonischen Folterknechten, den Engeln, den Verdammten und den Heiligen vielleicht eine weitere Gruppe, die es in den Weltgericht-Bildern vor Bosch noch nicht gab.